# 湖南華菱鋼鉄集団
湖南華菱鋼鉄集団有限責任公司（こなん-かりょう-こうてつしゅうだん-ゆうげんせきにんこうし）は、中華人民共和国（中国）湖南省を拠点とする鉄鋼企業である。略称は「華菱集団」。
本社所在地は湖南省省都である長沙市の天心区。1997年に、湖南省の鉄鋼企業3社（湘鋼・漣鋼・衡鋼）の再編により発足した。華菱集団は湘潭鋼鉄集団有限公司（湘鋼、湘潭市）、漣源鋼鉄集団有限公司（漣鋼、婁底市）、湖南衡陽鋼管（集団）有限公司（衡鋼、衡陽市）等の子会社・出資会社を傘下に持つ。また2009年には、オーストラリアの鉄鉱石採掘業者フォーテスキュー・メタルズ・グループ (FMG) に資本参加した。
イギリスの金属情報誌メタル・ブリテンによれば、2009年の粗鋼生産量は1181万トンであり、世界第20位・中国第9位の規模を持つ。
国有企業である。直接の親会社は華菱控股集団有限公司で、同社が資本の97.24%を出資する。その華菱控股集団は湖南省人民政府国有資産監督管理委員会（湖南省国資委）が97.26%出資し、残りの2.74%を湖南発展投資集団有限公司が出資する。湖南発展投資集団は華菱集団に対しても2.76%出資する。
傘下の湖南華菱鋼鉄股分有限公司（こなん-かりょう-こうてつ-こふんゆうげんこうし、略称「華菱鋼鉄」）は1999年4月29日成立の上場企業で、深圳証券取引所（コードは000932）に上場する。華菱集団が同社に対して33.92%出資するほか、世界最大手の鉄鋼メーカー・アルセロールミタル（中国語表記: 安赛乐-米塔尔）も33.02%出資する。